# Théo Wenger
Theodor Wenger (* 3. Juli 1868 in Eriswil; † 27. Juni 1928 in Basel) war ein Schweizer Messerfabrikant.
Wenger studierte in den USA Theologie und war von 1890 bis 1892 reformierter Pfarrer in Billings (Missouri).
Nach seiner Rückkehr in die Schweiz übernahm er 1898 die Leitung der Messerfabrik in Courtételle, ab 1908 unter dem Namen Wenger & Co (Delémont).
Théo Wenger war seit 1890 mit der Malerin und späteren Autorin Lisa Wenger geborene Ruutz verheiratet. Er war Schwiegervater von Hermann Hesse und Grossvater der Künstlerin Meret Oppenheim und des Schauspielers Ezard Haußmann.